# Matjhabeng
Matjhabeng (officieel Matjhabeng Local Municipality) is een gemeente in het Zuid-Afrikaanse district Lejweleputswa.
Matjhabeng ligt in de provincie Vrijstaat en telt 406.461 inwoners.

## Corruptie
In 2011 kwam de gemeente in het nieuws als een van de ergste voorbeelden van de wijdverbreide corruptie die er heerst onder de ambtsdragers van het ANC. Er was in vier jaar tijd zo'n twee miljard rand verdwenen.

## Hoofdplaatsen
Het nationaal instituut voor de statistiek, Stats SA, deelt sinds de census 2011 deze gemeente in in 19 zogenaamde hoofdplaatsen (main place):
Allanridge • Blaauwdrift • Hani Park • Hennenman • Kutloanong • Matjhabeng NU • Meloding • Mmamahabane • Odendaalsrus • Phathakahle • Phomolong • Riebeeckstad • Thabong • Tswelangpele • Ventersburg • Virginia • Virginia Mine • Welkom • Whites.

## Zetelverdeling
| Partij | 2000 | 2006 | 2011 |
| ------ | ---- | ---- | ---- |
| ANC    | 56   | 57   | 52   |
| COPE   | 0    | 0    | 3    |
| DA     | 14   | 11   | 16   |
| VF+    | 0    | 1    | 1    |
| PAC    | 1    | 1    | 0    |
| ACDP   | 0    | 1    | 0    |
| UDM    | 1    | 0    | 0    |
| Indep. | 1    | 0    | 0    |